# Youri Sourkov
Youri Sourkov (né le 4 novembre 1970 à Almaty) est un coureur cycliste kazakh, professionnel de 1994 à 2003.

## Palmarès
- 1991
  - 7e étape du Circuit des Mines
  - 3e du Circuit des Mines
  - 3e de la Flèche finistérienne

- 1992
  - Tour du Chili

- 1993
  - 1re et 3e étapes du Trophée Joaquim-Agostinho
  - 2e du Tour du Maroc

- 1994
  - Grand Prix Abimota :
    - Classement général
    - 1re et 2e étapes

- 1998
  - 13e étape du Tour du Portugal (contre-la-montre)

- 1999
  - 2e étape du Grand Prix international Mitsubishi MR Cortez
  - 2e étape du Tour du Portugal
  - 2e du Grand Prix international Mitsubishi MR Cortez

- 2000
  - 1re étape du Tour de l'Alentejo (contre-la-montre)
  - Trophée Joaquim-Agostinho
  - 2e du Grand Prix international Mitsubishi MR Cortez
  - 2e du Tour de l'Alentejo

- 2001
  - Tour des Terres de Santa Maria da Feira :
    - Classement général
    - 1re étape